# Kabinet-Syse
Het kabinet–Syse was de regering van het Koninkrijk Noorwegen van 16 oktober 1989 tot 3 november 1990. Het kabinet werd gevormd door de politieke partijen Høyre (H), Kristelig Folkeparti (KrF) en Senterpartiet (Sp) na de parlementsverkiezingen van 1989 met partijleider Jan Peder Syse van Høyre als premier. Het kabinet trad af op 25 oktober 1990 na onenigheid in de coalitie over de Noorse toetreding tot de Europese Economische Ruimte.

## Kabinet–Syse (1989–1990)
| Ambtsbekleder                     | Ambtsbekleder        | Ambtsbekleder                  | Functie                                   | Ambtstermijn    | Ambtstermijn    | Partij     |
| --------------------------------- | -------------------- | ------------------------------ | ----------------------------------------- | --------------- | --------------- | ---------- |
|                                   | Jan Peder Syse       | Jan Peder Syse (1930–1997)     | Premier                                   | 16 oktober 1989 | 3 november 1990 | Høyre      |
|                                   | Kjell Magne Bondevik | Kjell Magne Bondevik (1947)    | Minister van Buitenlandse Zaken           | 16 oktober 1989 | 3 november 1990 | KrF        |
|                                   |                      | Arne Skauge (1948)             | Minister van Financiën                    | 16 oktober 1989 | 3 november 1990 | Høyre      |
|                                   |                      | Else Bugge Fougner (1944)      | Minister van Justitie                     | 16 oktober 1989 | 3 november 1990 | Høyre      |
|                                   |                      | Petter Thomassen (1941–2003)   | Minister van Economische Zaken            | 16 oktober 1989 | 3 november 1990 | Høyre      |
|                                   | Kaci Kullmann Five   | Kaci Kullmann Five (1951–2017) | Minister van Handel                       | 16 oktober 1989 | 3 november 1990 | Høyre      |
|                                   | Per Ditlev-Simonsen  | Per Ditlev- Simonsen (1932)    | Minister van Defensie                     | 16 oktober 1989 | 3 november 1990 | Høyre      |
|                                   | Wenche Frogn Sellæg  | Wenche Frogn Sellæg (1937)     | Minister van Sociale Zaken                | 16 oktober 1989 | 3 november 1990 | Høyre      |
|                                   |                      | Einar Steensnæs (1942)         | Minister van Onderwijs                    | 16 oktober 1989 | 3 november 1990 | KrF        |
| Minister voor Godsdienst          |                      | Einar Steensnæs (1942)         |                                           | 16 oktober 1989 | 3 november 1990 | KrF        |
|                                   |                      | Lars Gunnar Lie (1938)         | Minister van Transport                    | 16 oktober 1989 | 3 november 1990 | KrF        |
|                                   | Johan J. Jakobsen    | Johan Jakobsen (1937–2018)     | Minister van Regionale Zaken              | 16 oktober 1989 | 3 november 1990 | Sp         |
|                                   |                      | Anne Petrea Vik (1933)         | Minister van Landbouw                     | 16 oktober 1989 | 3 november 1990 | Sp         |
|                                   |                      | Svein Munkejord (1948)         | Minister van Visserij                     | 16 oktober 1989 | 3 november 1990 | Høyre      |
|                                   |                      | Kristin Hille Valla (1944)     | Minister van Milieu en Klimaat            | 16 oktober 1989 | 3 november 1990 | Sp         |
|                                   | Eivind Reiten        | Eivind Reiten (1953)           | Minister van Olie en Energie              | 16 oktober 1989 | 3 november 1990 | Sp         |
|                                   |                      | Eleonore Bjartveit (1924–2002) | Minister van Cultuur                      | 16 oktober 1989 | 3 november 1990 | KrF        |
| Ministers zonder portefeuille     |                      |                                |                                           |                 |                 |            |
| Ambtsbekleder                     | Ambtsbekleder        | Ambtsbekleder                  | Functie(s)                                | Ambtstermijn    | Ambtstermijn    | Partij(en) |
|                                   | Kristin Clemet       | Kristin Clemet (1957)          | Minister voor Administratieve Zaken       | 16 oktober 1989 | 3 november 1990 | Høyre      |
| Minister voor Arbeid              | Kristin Clemet       | Kristin Clemet (1957)          |                                           | 16 oktober 1989 | 3 november 1990 | Høyre      |
|                                   |                      | Tom Vraalsen (1936–2021)       | Minister voor Ontwikkelings- samenwerking | 16 oktober 1989 | 3 november 1990 | Sp         |
| Minister voor Noorse Samenwerking |                      | Tom Vraalsen (1936–2021)       |                                           | 16 oktober 1989 | 3 november 1990 | Sp         |
|                                   |                      | Solveig Sollie (1939)          | Minister voor Jeugd en Gezin              | 16 oktober 1989 | 3 november 1990 | KrF        |

Gerhardsen I ·
Gerhardsen II ·
Torp ·
Gerhardsen III ·
Lyng ·
Gerhardsen IV ·
Borten ·
Bratteli I ·
Korvald ·
Bratteli II ·
Nordli ·
Brundtland I ·
Willoch I ·
Willoch II ·
Brundtland II ·
Syse ·
Brundtland III ·
Jagland ·
Bondevik I ·
Stoltenberg I ·
Bondevik II ·
Stoltenberg II ·
Solberg ·
Støre